# Bài toán 3 vật thể (phim truyền hình)
Bài toán 3 vật thể (tựa gốc tiếng Anh: 3 Body Problem) là một series phim truyền hình thể loại khoa học viễn tưởng của Mỹ do David Benioff, D. B. Weiss và Alexander Woo sáng tạo dựa trên loạt tiểu thuyết đoạt giải Hugo Chuyện cũ Trái Đất của nhà văn Trung Quốc Lưu Từ Hân. Đây là phiên bản chuyển thể người đóng thứ hai sau loạt phim truyền hình năm 2023 của Trung Quốc.
Mùa đầu tiên, với 8 tập, đã được phát hành trên Netflix vào ngày 21 tháng 3 năm 2024 và nhận về nhiều đánh giá tích cực. Tháng 5 năm 2024, mùa thứ hai bắt đầu được sản xuất; với phần phim thứ ba được xác nhận sau đó cùng tháng.

## Tiền đề
Diệp Văn Khiết, một nhà vật lý thiên văn người Trung Quốc, gặp rắc rối với chính quyền sau khi chứng kiến cái chết của cha cô trong một buổi đại hội phê đấu thời Cách mạng Văn hóa. Nhờ nền tảng kiến thức khoa học, cô được gửi tới một căn cứ quân sự bí mật đang chạy đua với các quốc gia khác để lần đầu tiên tiếp xúc với người ngoài hành tinh trong Chiến tranh Lạnh. Quyết định giúp đỡ một nền văn minh ngoài hành tinh di cư đến Trái Đất sau đó của cô đã buộc một nhóm các nhà khoa học ở thời hiện đại phải đối đầu với mối đe dọa lớn nhất của nhân loại.

## Dàn diễn viên và nhân vật

### Chính
- Jovan Adepo vai tiến sĩ Saul Durand, một trợ lý nghiên cứu và là thành viên của nhóm "Oxford Five"[1]
- John Bradley vai Jack Rooney, một nhà kinh doanh và là thành viên của nhóm "Oxford Five"[1]
- Rosalind Chao vai Diệp Văn Khiết lúc già[1] (mùa 1)
  - Zine Tseng vai Diệp Văn Khiết lúc trẻ[1] (mùa 1)
- Liam Cunningham vai Thomas Wade, giám đốc Cục tình báo mật (MI6), đồng thời là người đứng đầu Cơ quan Tình báo Chiến lược toàn cầu[1]
- Eiza González vai tiến sĩ Augustina Salazar, một nhà khoa học nano và là thành viên của nhóm "Oxford Five"[1]
- Jess Hong vai tiến sĩ Trình Kim, một nhà vật lý lý thuyết và là thành viên của nhóm "Oxford Five"[1]
- Marlo Kelly vai Tatiana Haas[1]
- Alex Sharp vai tiến sĩ Will Downing, một giáo viên vật lý và là thành viên của nhóm "Oxford Five"[1] (mùa 1)
- Sea Shimooka vai hiện thân của Hạt trí tuệ[1]
- Saamer Usmani vai Prithviraj Varma, một sĩ quan thuộc Hải quân Hoàng gia Anh và là bạn trai của Trình Kim[1]
- Benedict Wong vai Clarence "Đại" Sử, một nhân viên MI6 đang làm việc cho Cơ quan Tình báo Chiến lược[1][2]
- Jonathan Pryce vai Mike Evans[1] (mùa 1)

### Định kỳ
- Vedette Lim vai Vera Diệp[1]
- Eve Ridley vai Thuộc Hạ[1]
- Ben Schnetzer vai Mike Evans trẻ[1]
- John Dagleish vai Felix
- Gerard Monaco vai Collins
- Adrian Edmondson vai Denys Porlock
- CCH Pounder vai Lillian Joseph, Tổng Thư ký Liên Hợp Quốc
- Lan Tây Nhã vai Đường Hồng Tịnh, một Hồng vệ binh
- Josh Brener vai Sebastian Kent

### Khách mời
- Mark Gatiss vai Isaac Newton
- Reece Shearsmith vai Alan Turing
- Conleth Hill vai Giáo hoàng Grêgôriô XIII
- Phil Wang vai Aristotle
- Naoko Mori vai Marie Curie
- Kevin Eldon vai Ngài Thomas More
- Jason Forbes vai Omar Khayyam
- Jim Howick vai Harry
- Nitin Ganatra vai Ranjit Varma
- Dustin Demri-Burns vai Ted
- Tom Wu vai Chu Văn Vương
- Guy Burnet vai Rufus
- Jake Tapper vai bản thân ông
- Bobak Ferdowsi vai giám đốc sứ mệnh[3]
- Stacy Abalogun vai Thelma[4]

## Danh sách tập phim
| TT. | Tiêu đề                  | Đạo diễn        | Biên kịch                                   | Ngày phát sóng gốc  |
| --- | ------------------------ | --------------- | ------------------------------------------- | ------------------- |
| 1 | "Đếm ngược"              | Tăng Quốc Cường | David Benioff & D. B. Weiss & Alexander Woo | 21 tháng 3 năm 2024 |
| Thập niên 1960 ở Trung Quốc, Diệp Văn Khiết chứng kiến cha cô bị đánh đến chết trong một buổi đại hội phê đấu của Cách mạng Văn hóa. Sau khi bị phát giác đang giữ quyển sách cấm Mùa xuân vắng lặng, Diệp bị đưa tới một căn cứ quân sự ở vùng xa xôi có chiếc chảo kính viễn vọng vô tuyến lớn được sử dụng để giao tiếp liên sao. Ở nước Anh thời hiện đại, nhà vật lý học Vera Diệp (con gái của Diệp Văn Khiết) thuộc Đại học Oxford tự sát. Một nhóm các học trò cũ của Vera – Auggie Salazar, Jack Rooney, Trình Kim, Saul Durand và Will Downing – thảo luận về việc các thí nghiệm khoa học gần đây đã trở nên không còn ý nghĩa. Clarence "Đại" Sử, một thám tử người Anh làm việc cho Cơ quan Tình báo Chiến lược, chứng kiến nhiều vụ tự tử của các nhà khoa học, một vài người trong số họ sở hữu chiếc kính chơi game thực tế ảo tiên tiến. Diệp Văn Khiết tặng kính VR của Vera cho Kim. Auggie, một nhà khoa học vật liệu, bắt đầu nhìn thấy đồng hồ đếm ngược. Một người phụ nữ bí ẩn (về sau được tiết lộ là Tatiana) bảo Auggie hãy từ bỏ nghiên cứu sợi nano của mình nếu muốn đồng hồ đếm ngược biến mất. Người phụ nữ cũng bảo Auggie hãy nhìn lên bầu trời vào lúc nửa đêm. Bầu trời đêm nhấp nháy theo kiểu giống với đồng hồ đếm ngược của Auggie, vi phạm tất cả các định luật vật lý đã biết.                                                                            |                          |                 |                                             |                     |
| 2 | "Bờ biển đỏ"             | Tăng Quốc Cường | Rose Cartwright                             | 21 tháng 3 năm 2024 |
| Trung Quốc thập niên 1970, Diệp Văn Khiết tiếp tục làm việc tại cơ sở SETI và phát hiện ra Mặt Trời có thể khuyếch đại tín hiệu vô tuyến. Tuy nhiên, đề xuất tận dụng khả năng này của cô bị từ chối do biểu tượng của Mao Trạch Đông là "Mặt Trời đỏ" Trung Quốc. Diệp bí mật thực hiện kế hoạch truyền đi một thông điệp tới vũ trụ. Sau đó cô gặp Mike Evans, một nhà hoạt động môi trường cấp tiến, và nhận được phản hồi vô tuyến từ một người ngoài hành tinh theo chủ nghĩa hòa bình cảnh báo cô không nên liên lạc vì có thể khiến Trái Đất bị xâm lược. Vỡ mộng với thế giới, Diệp vẫn trả lời, cô nói rằng loài người không thể tự cứu mình được nữa và cô sẽ giúp người ngoài hành tinh giành quyền kiểm soát Trái Đất. Ở thời hiện đại, sau khi trình diễn thành công công nghệ sợi nano của mình, Auggie ra lệnh tạm dừng nghiên cứu, sau đó đồng hồ đếm ngược cũng biến mất khỏi tầm mắt của cô. Sử dụng kính VR của Diệp, Kim thăng tiến trong trò chơi điện tử Tam Thể. Cô đưa chiếc kính cho Jack, nhưng giao diện nhanh chóng từ chối anh ta. Lát sau, một chiếc kính tương tự được giao đến tận nhà Jack kèm theo lời mời tham gia trò chơi. Will tâm sự với Jack rằng mình sắp chết vì ung thư tuyến tụy. |                          |                 |                                             |                     |
| 3 | "Kẻ hủy diệt thế giới"   | Andrew Stanton  | Alexander Woo                               | 21 tháng 3 năm 2024 |
| Ở thời hiện đại, Auggie phát hiện ra kính VR của Jack và đeo thử để rồi bị đuổi ra khỏi trò chơi một cách thô bạo. Trong cơn bối rối, cô yêu cầu Kim và Jack ngừng chơi nhưng họ vẫn âm thầm tiếp tục. Khi Auggie khởi động dự án sợi nano của mình, đồng hồ đếm ngược quay trở lại và cô phải vội vàng tắt dự án. Trong trò chơi, Kim hợp tác với Jack và hoàn thành cấp độ 2 và 3. Chiếc kính lúc sau được tiết lộ là một công cụ tuyển dụng của Mike Evans, hiện đang là ông trùm dầu mỏ giàu có và thường xuyên liên lạc với người ngoài hành tinh. Cấp độ 4 của trò chơi diễn ra ở thế giới thực; Jack và Kim gặp Tatiana, người phụ nữ bí ẩn không xuất hiện trong bất kỳ camera giám sát nào. Trong trò chơi, họ được cho xem sự tiến hóa của nền văn minh ngoài hành tinh ở một hệ sao đang mắc kẹt với bài toán ba vật thể, cách Trái Đất bốn năm ánh sáng và đang trên đường đến Địa Cầu. Jack không tin câu chuyện này nên đã yêu cầu rời đi. Về đến nhà, Jack bị Tatiana sát hại. Cả Clarence, người đang giám sát nhà Jack, và 18 camera an ninh đều không phát hiện ra sự có mặt của Tatiana. |                          |                 |                                             |                     |
| 4 | "Chúa của chúng ta"      | Minkie Spiro    | Madhuri Shekar                              | 21 tháng 3 năm 2024 |
| Đâu đó ở Bắc Đại Tây Dương năm 1985, Evans đưa Diệp Văn Khiết đến con tàu Ngày Phán Xét do anh sở hữu, nơi họ có thể sử dụng công nghệ vệ tinh tiên tiến để liên lạc với giống loài ngoài hành tinh được gọi là Tam Thể. Năm 2024, sau vụ sát hại Jack, Thomas Wade (cấp trên của Clarence) và Clarence tranh thủ sự giúp đỡ của Kim để thâm nhập vào tổ chức bí mật của Evans hòng thu thập thông tin tình báo. Dưới sự hướng dẫn của Wade và Clarence, Kim tham dự một cuộc họp bí mật ở vùng nông thôn. Tại đó, Diệp Văn Khiết tiết lộ mình là người lãnh đạo cuộc họp và mục đích của phong trào Tam Thể Địa Cầu là nhằm giúp người Tam Thể đến và chiếm lấy Trái Đất. Lực lượng an ninh Anh bất ngờ đột kích cuộc họp. Sau khi nhận ra Kim là gián điệp, Tatiana định ám sát cô, gây ra một cuộc đấu súng. Tatiana trốn thoát sau phát đạn của Clarence, nhưng Diệp Văn Khiết và hầu hết những tín đồ đều bị bắt. Trong khi đó, Evans kể cho người liên lạc Tam Thể nghe câu chuyện Cô bé quàng khăn đỏ và Big Bad Wolf (Sói già hung ác). Tuy vậy, người Tam Thể phải chật vật để hiểu về khái niệm "giả tưởng". Lát sau, liên lạc viên lạnh lùng giải thích câu chuyện là một bằng chứng cho sự gian trá của con người và tuyên bố rằng họ không thể chung sống với nhân loại. |                          |                 |                                             |                     |
| 5 | "Ngày Phán Xét"          | Minkie Spiro    | David Benioff & D. B. Weiss                 | 21 tháng 3 năm 2024 |
| Clarence thẩm vấn Diệp Văn Khiết, bà quả quyết rằng người Tam Thể đã cho phép bà bị bắt vì bà không còn hữu ích đối với họ nữa. Con tàu Ngày Phán Xét của Evans dự kiến sẽ đi qua kênh đào Panama. Wade nhờ Auggie và một đội thuộc Hải quân Hoàng gia do Raj, bạn trai của Kim, đứng đầu nhằm đoạt lấy dữ liệu trên tàu. Các sợi nano của Auggie được sử dụng trong một cuộc phục kích để cắt ngang con tàu, giết chết tất cả mọi người trên đó bao gồm cả Evans. Nhóm của Wade xác định được vị trí đĩa dữ liệu và cố gắng giải mã nó, và nhận được sự cho phép truy cập từ người Tam Thể. Wade đưa cho Diệp Văn Khiết đoạn ghi âm về sự bối rối của người Tam Thể đối với khả năng nói dối của con người. Kim và Wade mở một tệp trong đĩa dữ liệu bằng kính VR. Họ biết được rằng người Tam Thể đang sử dụng các siêu máy tính proton không gian chiều cao, hay còn gọi là Hạt trí tuệ, để gây ra những hiệu ứng dị thường quan sát thấy trong máy gia tốc hạt. Liên lạc viên Tam Thể trình bày chi tiết cách họ có ý định làm tê liệt tiến bộ khoa học của Trái Đất, ngăn cản con người vượt qua về mặt công nghệ vào thời điểm họ đến nơi. Ngay sau đó, tất cả các thiết bị điện tử trên toàn thế giới đều hiển thị thông báo "CÁC NGƯỜI LÀ SÂU BỌ". Hạt trí tuệ bao bọc lấy Trái Đất, tạo thành một con mắt khổng lồ trên nó, tiết lộ sự tồn tại và sức mạnh của người Tam Thể đến thế giới. |                          |                 |                                             |                     |
| 6 | "Đích đến là các vì sao" | Minkie Spiro    | Alexander Woo                               | 21 tháng 3 năm 2024 |
| Sự kiện "Con mắt trên bầu trời" gây ra khủng hoảng khắp thế giới. Wade và PDC (Hội đồng Phòng ngự Toàn cầu) tập trung một nhóm các chuyên gia để thảo luận về cách đánh chặn hạm đội Tam Thể. Người ta xác định rằng nếu một tàu thăm dò đạt ít nhất 1% tốc độ ánh sáng, nó sẽ gặp các phi thuyền ấy sau 200 năm, mang lại cho Trái Đất kiến thức trước 200 năm. Kim đề xuất Dự án Bậc thang, sử dụng hàng nghìn quả bom hạt nhân làm nguồn đẩy cho tàu thăm dò có cánh buồm bức xạ. Dựa trên màn thể hiện của Raj ở Panama, anh được tham gia vào PDC. Auggie, bị dằn vặt do công dụng chết chóc của các sợi nano được dùng để chống lại Ngày Phán Xét, trở nên trầm cảm và chỉ miễn cưỡng hỗ trợ thêm cho PDC. Clarence hỏi Diệp lý do con gái bà tự sát, và biết được rằng Vera đã phát hiện ra thỏa thuận của mẹ mình với người Tam Thể qua liên lạc giữa bà và Evans. Clarence thả Diệp Văn Khiết và ra lệnh cho một nhân viên theo dõi tung tích của bà. Do bệnh tật và thuốc men, Will bị ảo giác và suy ngẫm về tình yêu đơn phương của mình dành cho Kim. Vì vậy, anh đã đến Quỹ Đích đến là các vì sao để mua cho cô ngôi sao DX3906. |                          |                 |                                             |                     |
| 7 | "Chỉ được tiến lên"      | Jeremy Podeswa  | David Benioff & D. B. Weiss                 | 21 tháng 3 năm 2024 |
| Giấy chứng nhận quyền sở hữu ngôi sao DX3906 được gửi đến cho Kim một cách ẩn danh. Wade trình diễn công nghệ đông xác cho các thành viên PDC, và hồi sinh một con tinh tinh đang ngủ đông. Ông dự định tự mình ngủ đông để có mặt khi người Tam Thể đến sau 400 năm, và nói rằng nhân loại "Chỉ được tiến lên". Do không đủ bom hạt nhân để sử dụng làm động cơ đẩy nên trọng tải tối đa của tàu thăm dò liên sao sẽ chỉ đủ để chứa một bộ não người. Auggie công khai tới thế giới nghiên cứu về sợi nano của mình và rời khỏi đất nước. Trước cái chết sắp đến của Will vì bệnh ung thư, Wade đề nghị anh tham gia ứng cử với tư cách là bộ não trong Dự án Bậc thang. Diệp Văn Khiết gặp Saul và cố gắng truyền đạt kiến thức của bà về xã hội học vũ trụ dưới dạng một trò đùa mà người Tam Thể sẽ gặp khó khăn trong việc giải mã: "Đừng chơi với Chúa". Will đồng ý tham gia Dự án Bậc thang và an tử bản thân khi có Saul ở bên cạnh. Kim phát hiện ngôi sao DX3906 chính là món quà từ Will. Cô vội vã chạy đến bệnh viện chỉ để phát hiện bộ não của anh ta đã bị lấy ra. Diệp Văn Khiết bay trở lại Trung Quốc để ghé thăm cơ sở Hồng Ngạn. Tại đây, bà gặp lại Tatiana và bị cô sát hại theo lệnh của người Tam Thể. |                          |                 |                                             |                     |
| 8 | "Người Diện Bích"        | Jeremy Podeswa  | David Benioff & D. B. Weiss                 | 21 tháng 3 năm 2024 |
| Sau khi trải qua mối tình một đêm, tình nhân của Saul bị một chiếc ô tô chạy sai tông phải và tử vong ngay trước mặt anh. Điều tra của Clarence tiết lộ đó là một nỗ lực ám sát Saul đến từ người Tam Thể. Saul được đưa vào diện bảo vệ và bay đến Liên Hợp Quốc, nơi Dự án Người Diện Bích được công bố. Saul được chọn làm một trong ba Người Diện Bích, với nhiệm vụ phát triển kế hoạch đánh bại người Tam Thể trong tâm trí vì Hạt trí tuệ không thể đọc được suy nghĩ. Saul cố gắng từ chối vị trí của mình và rời khỏi Liên Hợp Quốc, sau đó anh bị bắn tỉa. Anh sống sót nhờ vào quần áo chống đạn và bắt đầu xem xét lại lý do tại sao người Tam Thể muốn anh chết. Wade và Kim giám sát Dự án Bậc thang, nơi bộ não đông lạnh của Will được phóng vào không gian với hy vọng người Tam Thể sẽ đón được nó và tái tạo lại cơ thể anh. Ngay sau khi trình tự kích nổ bắt đầu, cánh buồm gặp trục trặc khiến tàu thăm dò đi chệch hướng. Liên lạc viên Tam Thể chế nhạo Wade vì thất bại của ông. Clarence đưa Kim và Saul đang trong tâm trạng trầm cảm đi xem đàn ve sầu, loài côn trùng vẫn sống sót bất chấp nỗ lực tiêu diệt kéo dài hàng thập kỷ của loài người, ngụ ý rằng loài người cũng có đức tính kiên cường như vậy. |                          |                 |                                             |                     |

## Sản xuất

### Phát triển
Tháng 9 năm 2020, có thông báo cho rằng David Benioff và D. B. Weiss đang phát triển một phiên bản chuyển thể truyền hình của cuốn tiểu thuyết tại Netflix, với Alexander Woo đồng viết kịch bản. Benioff và Weiss cho biết họ đã sẵn sàng chuyển thể toàn bộ tam bộ khúc (trilogy) Chuyện cũ Trái Đất, dự kiến sẽ có tổng cộng ba hoặc bốn mùa.
Ngày 25 tháng 12 năm 2020, Lâm Kỳ, người sáng lập Yoozoo Games và là giám chế của Bài toán 3 vật thể, đã qua đời sau khi uống phải đồ uống có độc, bên cạnh bốn người khác bị ốm. Hứa Nghiêu, giám đốc điều hành của Yoozoo Games, bị kết án tử hình vì tội giết người vào tháng 3 năm 2024, một ngày sau khi bộ phim được công chiếu trên Netflix. Lâm đã mua lại nhượng quyền bộ sách và thuê luật sư Hứa Nghiêu quản lý vào năm 2017. Vụ đầu độc là một nỗ lực của Hứa nhằm giành quyền kiểm soát công ty con sở hữu bản quyền loạt tiểu thuyết. Ngày 15 tháng 5 năm 2024, Netflix mở rộng loạt phim này với mùa thứ hai. Ngày 31 tháng 5 năm 2024, Benioff, Weiss và Woo xác nhận loạt phim đã được lên kế hoạch cho các mùa 2–3 trong hội thảo chính thức Bài toán 3 vật thể của Television Academy tại không gian Netflix FYSEE ở Sunset Las Palmas, Los Angeles.

### Tuyển vai
Tháng 8 năm 2021, Eiza González bắt đầu đàm phán gia nhập dàn diễn viên. Cùng tháng đó, Tăng Quốc Cường được thuê làm đạo diễn cho tập phim thí điểm. González được xác nhận tham gia loạt phim vào tháng 10 năm đó, với các diễn viên bổ sung bao gồm Benedict Wong, Chu Thái Cần, John Bradley, Liam Cunningham và Jovan Adepo. Vào tháng 6 năm 2022, dàn diễn viên có thêm sự góp mặt của Jonathan Pryce, Rosalind Chao, Ben Schnetzer và Eve Ridley.

### Quay phim
Công tác sản xuất loạt phim bắt đầu vào ngày 8 tháng 11 năm 2021, với địa điểm quay phim chính là Vương quốc Anh. Quá trình này diễn ra trong 9 tháng ở Luân Đôn, kéo dài từ tháng 10 năm 2021 đến giữa năm 2022.
Tại sự kiện Tudum 2022 của Netflix, Alexander Woo, David Benioff và D.B. Weiss đưa ra thông báo việc sản xuất mùa đầu tiên đã hoàn tất.

## Phát hành

Áp phích quảng cáo của loạt phim

Bài toán 3 vật thể được phát hành vào ngày 21 tháng 3 năm 2024. Một podcast đồng hành với sự dẫn dắt của Jason Conceptcion và Maggie Aderin-Pocock cũng đã được công bố cùng với bộ phim. Vào ngày 10 tháng 1 năm 2024, Liên hoan Film & TV SXSW thông báo Bài toán 3 vật thể là Phim truyền hình được công chiếu cho đêm khai mạc (Opening Night TV Premiere).

## Đón nhận

### Phản hồi của nhà phê bình
Trang tổng hợp đánh giá Rotten Tomatoes báo cáo tỷ lệ tán thành đạt 79%, với số điểm trung bình là 6,6/10 dựa trên 109 bài đánh giá. Lời đồng thuận của các nhà phê bình được ghi trên website như sau, "Xử lý nguồn tư liệu đầy tham vọng bằng sự thích thú ấn tượng, mùa đầu tiên của Bài toán 3 vật thể đã chứng tỏ một khởi đầu vững chắc khiến những người hâm mộ khoa học viễn tưởng háo hức muốn xem thêm". Metacritic chấm cho mùa phim số điểm 70/100 dựa trên 41 đánh giá, cho thấy "các bài đánh giá nhìn chung là ý kiến tán thành".
Cindy White thuộc The A.V. Club cho loạt phim điểm B+ và nhận xét, "Nó có thể khoác lên mình lớp áo truyền hình uy tín, nhưng bên dưới nó chỉ là một chương trình khoa học viễn tưởng tầm thường, với sự cường điệu lành mạnh vào khoa học". Đánh giá cho USA Today, Kelly Lawler đưa ra số điểm 3/4 và viết, "Benioff, Weiss và Woo đã lấy một bộ ba cuốn sách được biết đến nhờ các thí nghiệm tư duy về triết học và vật lý lý thuyết nhiều hơn là cốt truyện, và tạo ra một chút khoa học viễn tưởng nặng vững chắc mà (hầu hết) có thể tiếp cận được với nhiều người hâm mộ bình thường hơn của thể loại này". Eric Deggans của NPR bình luận, "Khi các nhân vật trong Bài toán 3 vật thể loay hoay tìm câu trả lời, tất cả chúng ta đều đắm chìm trong một bài tự sự đầy tham vọng thúc đẩy một câu chuyện ấn tượng sau cùng. Chỉ cần nhớ kiên nhẫn vì ban đầu bộ phim phải tạo bối cảnh". Wenlei Ma của The Nightly mô tả loạt phim là "Tham vọng, xuất chúng và chứa đầy những ý tưởng lớn về sự tò mò trí tuệ, sự khám phá và vị trí của chúng ta trong vũ trụ trong khi vẫn cố gắng kể những câu chuyện thân mật về mối quan hệ giữa con người với nhau". Inkoo Kang của The New Yorker đã đưa ra một đánh giá tích cực, cô viết rằng "Bản chuyển thể Netflix từ bộ ba sách của Lưu Từ Hân kết hợp những câu hỏi mang tính lý thuyết nặng nề với quang cảnh và cảm xúc chân thực".
Ben Travers của IndieWire đánh giá, "Bài toán 3 vật thể là một sự lôi kéo ngổn ngang, đôi khi mất phương hướng trong việc sử dụng CGI không nhất quán để truyền tải tính chất quan trọng của câu chuyện, và nặng nề trong cách tiếp cận phát triển nhân vật cũng như những tình thế khó khăn liên quan đến sống còn. Cốt truyện đủ dễ để theo dõi, nhưng sự nhẹ nhõm khi nhận ra rằng bạn có thể theo kịp nhóm bạn khoa học đa dạng này – khi họ cố gắng tìm ra lý do tại sao rất nhiều đồng nghiệp lại đang chết dần – chỉ tồn tại trong thời gian ngắn". Charles Pulliam-Moore của The Verge đã đưa ra một đánh giá trái chiều, anh viết rằng "Mặc dù Bài toán 3 vật thể của David Benioff, D. B. Weiss và Alexander Woo rất ấn tượng, nhưng nó thực sự chỉ như một phần giới thiệu cho những ý tưởng sâu sắc hơn của Lưu Từ Hân". Anh cho rằng các phần trong tương lai có thể khám phá thế giới trong những cuốn tiểu thuyết sau này của Lưu.
Cây viết Evan Lambert đến từ Thought Catalog khen ngợi loạt phim đã đề cập đến vấn đề phân biệt giới tính trong loạt tiểu thuyết Chuyện cũ Trái Đất của Lưu Từ Hân, điều mà ông cho là bắt nguồn từ quan điểm của tác giả "rằng phụ nữ cần logic của đàn ông để cân bằng và kiềm chế sự phi lý của họ". Anh hoan nghênh quyết định của nhà sản xuất khi chia nhân vật nam chính Uông Diểu trong tiểu thuyết thành hai nhân vật nữ: Auggie của Eiza González và Trình Kim của Jess Hong; quyết định mà theo quan điểm của anh đã "mang đến sự hiện diện được chào đón của phụ nữ trong một chương trình có thể dễ dàng trở thành một mớ hỗn độn phân biệt giới tính". Lambert cũng khen ngợi loạt phim Netflix vì đã phát triển nhân vật phản diện Diệp Văn Khiết thành "một phản anh hùng có nguyên tắc chứ không phải là một kẻ nóng nảy thiếu logic". Anh cũng thảo luận về sự khác biệt giữa chủ nghĩa nữ quyền ở phương Tây và Trung Quốc, trong đó chủ nghĩa nữ quyền của Trung Quốc phải hoạt động trong một "khuôn khổ đối kháng" đặc trưng bởi sự kiểm duyệt của nhà nước đối với các nền tảng truyền thông xã hội.

### Phản hồi ở Trung Quốc
Bài toán 3 vật thể đã nhận về phản ứng trái chiều ở Trung Quốc. Mặc dù Netflix bị chặn ở đó, người coi vẫn có thể sử dụng VPN để vượt qua hạn chế về địa lý hoặc xem các phiên bản lậu. Theo The Guardian, hashtag Bài toán 3 vật thể đã được đọc 2,3 tỷ lần và được thảo luận 1,424 triệu lần trên nền tảng mạng xã hội Trung Quốc Weibo. Người xem chỉ trích việc thay đổi chủng tộc và giới tính của một số nhân vật chính, chiếm đoạt văn hóa, cũng như việc "đơn giản hóa" (dumbing-down) các khái niệm để thu hút khán giả không phải người Trung Quốc, và cho rằng nó thua kém bản chuyển thể truyền hình năm 2023 Trung Quốc, vốn nhận được nhiều lời khen ngợi từ giới phê bình ở đó. Những người dùng mạng xã hội Weibo khác đánh giá cao cách mô tả Cách mạng Văn hóa của loạt phim Netflix, độ trung thực với tư liệu gốc, và sức hấp dẫn rộng rãi hơn đối với khán giả toàn cầu. Website đánh giá phim Trung Quốc Mtszimu ca ngợi bản chuyển thể Netflix "không chỉ là cách thể hiện mới mẻ về tác phẩm gốc của Lưu Từ Hân, mà còn là đóng góp quan trọng cho văn học khoa học viễn tưởng toàn cầu". Trang báo chính thức của Quân Giải phóng Nhân dân Trung Quốc Giải phóng quân báo chỉ trích loạt phim vì giữ lại các nhân vật phản diện người Trung Quốc trong khi loại bỏ những miêu tả về sự phát triển hiện đại của đất nước.
Đáp lại những chỉ trích trên mạng xã hội về việc thay đổi chủng tộc, diễn viên Benedict Wong nói rằng Lưu đã đồng ý để những người sản xuất chương trình đưa câu chuyện hướng tới toàn cầu. Wong cũng nhắc đến sự hiện diện của một số diễn viên châu Á trong đó có anh, Jess Hong, Rosalind Chao và Zine Tseng. Hong và Chao cho rằng bản chuyển thể của Netflix đã giữ nguyên vẹn mô tả về Cách mạng Văn hóa và di sản của cuốn tiểu thuyết. Hong nói bản chuyển thể tìm cách "toàn cầu hóa một câu chuyện vốn tập trung nhiều vào phương Đông sang một góc nhìn phương Tây, hay góc nhìn toàn cầu. Bởi vì, tất cả chúng tôi đều đến từ những quốc gia khác nhau, đối với các diễn viên, bạn có thể gộp tất cả những cốt truyện xuất sắc này vào một cốt lõi cảm xúc, điều này khá tài giỏi đấy".
Aja Romano của Vox cho rằng giới truyền thông đã phóng đại sự phẫn nộ mang tính dân tộc trên mạng xã hội Trung Quốc đối với chương trình Netflix. Họ phát hiện ra khán giả Trung Quốc "khen ngợi và chỉ trích bộ phim ở mức ngang nhau". Họ chia sẻ các bình luận chỉ trích tương tự từ khán giả phương Tây, và nhấn mạnh rằng những lời chỉ trích đều có ở mọi nơi.
Tác giả gốc Lưu Từ Hân nhận xét về loạt phim: "Tôi rất thích loạt phim ở phần mà có nhiều nhân vật được thêm vào và mối quan hệ của họ được khám phá. Tuy nhiên, thật kỳ lạ là tất cả những nhân vật này dường như đều đã quen biết nhau từ trước. Chiến đấu chống lại sự xâm lược của người ngoài hành tinh lẽ ra phải là nỗ lực tập thể của toàn nhân loại, nhưng thay vào đó, nó lại được miêu tả như thể một nhóm bạn cùng lớp được điều động để chiến đấu chống lại người ngoài hành tinh". Lưu cũng nói rằng miêu tả của Cách mạng Văn hóa trong loạt phim không khác với tác phẩm gốc của ông, vốn đã bị chỉ trích trên mạng xã hội Trung Quốc.

### Mô tả và giải thích
Bài toán 3 vật thể mô tả hiện thực đại hội phê đấu trong Cách mạng Văn hóa, vốn vấp phải nhiều ý kiến trái chiều ở Trung Quốc và Hoa Kỳ. Trong một cuộc phỏng vấn, David Benioff nói với Hollywood Reporter chương trình "không phải là một bài bình luận về cancel culture", nhưng đồng ý rằng tiểu thuyết có những điểm tương đồng với bối cảnh chính trị xã hội đương đại. Tăng Quốc Cường, đạo diễn của hai tập đầu tiên, đã được tuyển dụng do là người gốc Hoa để đảm bảo tính chân thực của thời kỳ Cách mạng Văn hóa. Tăng giải thích rằng mục tiêu của tập phim là thuyết phục khán giả đồng cảm với nhân vật chính, Diệp Văn Khiết, cũng như hiểu được động cơ và vị trí của cô trong câu chuyện.
Joel Stein của The Hollywood Reporter lưu ý rằng bối cảnh Cách mạng Văn hóa đã khơi mào cho những cách giải thích chia rẽ từ các nhà phê bình theo chủ nghĩa cấp tiến và bảo thủ của Mỹ, với phe bảo thủ tập trung vào lời cảnh báo chống lại "chủ nghĩa Woke" và "chương trình nghị sự cực tả", bao gồm các lý thuyết về giới tính phản khoa học, trong khi người xem theo chủ nghĩa cấp tiến coi những cảnh này là lời cảnh báo đối với chủ nghĩa dân túy do phe bảo thủ lãnh đạo và các chương trình nghị sự dựa trên đức tin.

### Giải thưởng
| Lễ trao giải     | Ngày               | Hạng mục                                  | Người được đề cử | Kết quả   | Nguồn         |
| ---------------- | ------------------ | ----------------------------------------- | ---------------- | --------- | ------------- |
| Gotham TV Awards | 4 tháng 6 năm 2024 | Outstanding Performance in a Drama Series | Zine Tseng       | Đoạt giải | [ 44 ] [ 45 ] |